# Alice Kunek
Alice Kunek, née le 6 janvier 1991 à Box Hill (Victoria) en Australie, est une joueuse australienne de basket-ball dotée d'un passeport irlandais.

## Biographie

### WNBL
Elle est formée de 2007 à 2010 à l'Australian Institute of Sport avant d'intégrer l'équipe professionnelle des Bulleen Boomers où elle passe trois saisons. La première est celle du titre national WNBL 2011 avec 9,9 points inscrits par rencontre. En 2013, Kunek rejoint l'équipe concurrente des Dandenong Rangers. Pour sa première saison avec les Rangers, elle atteint ses meilleures moyennes en carrière avec 15,9 points. Après deux saisons, elle retrouve les Melbourne Boomers dont elle est capitaine durant la saison 2016-2017.
En mai 2017, elle rejoint Perth Lynx pour la saison WNBL 2017-2018 . Le 8 novembre 2017, elle est désignée meilleure joueuse de la semaine avec 25 points inscrits, dont trois paniers primés, lors de la victoire de son équipe sur Townsville Fire. Le 29 décembre 2017, elle dispute son 200e match de WNBL.

### À l'étranger
Après la fin de la saison WNBL 2016-2017, elle rejoint pour quelques rencontres l'équipe LFB de Lyon. Elle dispute dix rencontres pour des moyennes de 6,3 points et 5,1 rebonds and helped her side avoid relegation.
De même l'année suivante après une saison WNBL avec Perth, tirant avantage de son passeport irlandais, elle est appelée pour remplacer temporairement Christelle Diallo à Tarbes Gespe Bigorre.

## Équipe nationale
Après sa victoire aux Jeux d'Océanie U18, elle est membre de l'équipe qui dispute le championnat du monde U19 en Thaïlande aux côtés de Liz Cambage, qui obtient une 5e place.
En 2015, elle intègre l'équipe senior qui remporte le championnat d'Océanie qualificatif pour les Jeux olympiques de Rio. Toutefois, elle n'est pas conservée dans la sélection finale.
Elle retrouve les Opals pour le championnat d'Asie 2017, où l’Australie remporte l'argent,. En décembre 2017, elle est appelée pour le stage des Opals en vue des Jeux du Commonwealth.

## Clubs
| Saisons   | Équipe                        | Pays      |
| 2007-2010 | Australian Institute of Sport | Australie |
| 2010-2013 | Melbourne Boomers             | Australie |
| 2013-2015 | Dandenong Rangers             | Australie |
| 2015-2017 | Melbourne Boomers             | Australie |
| 2016-2017 | Lyon Basket Féminin           | France    |
| 2017-2018 | Perth Lynx                    | Australie |
| 2017-2018 | Tarbes Gespe Bigorre          | France    |

2020/2021 (gdynia

## Palmarès
- Championne WNBL 2011
- Médaille d'or aux Jeux du Commonwealth 2018
- Médaille d'argent du Championnat d'Asie 2017
- Médaille d'or au Championnat d'Océanie 2015
- Médaille de bronze du Mondial universitaires 2013
- Médaille de bronze du Championnats du monde de basket-ball 3×3 2012